# Platon (Atanacković)
Platon, imię świeckie Pavle Atanacković (ur. 12 lipca 1787 w Somborze, zm. 2 kwietnia 1867 w Nowym Sadzie) – serbski biskup prawosławny, autor publikacji teologicznych i pedagogicznych, mecenas serbskich szkół i instytucji kulturalnych na Wojwodinie.

## Życiorys
Ukończył gimnazjum w Somborze z rozszerzonym programem nauczania filozofii i prawa. Następnie wstąpił do seminarium duchownego w Sremskich Karlovcach, ukończył je w 1809. Święcenia diakońskie i kapłańskie przyjął jako mężczyzna żonaty. Równocześnie z posługą kapłańską pracował jako nauczyciel w szkołach serbskich. Od 1812 do 1829 uczył w serbskiej szkole nauczycielskiej w Szentendre. Gdy placówkę przeniesiono do Somboru, przeprowadził się tam i objął miejscową parafię. W Somborze zmarła jego żona.
Po śmierci małżonki wstąpił jako posłusznik do monasteru Krušedol. Wieczyste śluby mnisze złożył w 1829 na ręce przełożonego wspólnoty archimandryty Dymitra. W 1832 otrzymał godność igumena, a następnie archimandryty, i został przełożonym monasteru Šišatovac. Dwa lata później został przełożonym monasteru Bezdina.
12 września 1839 został wyświęcony na biskupa budzińskiego. Jako ordynariusz tejże eparchii zreorganizował na jej terenie życie parafialne. W czasie Wiosny Ludów powstańczy rząd węgierski zaproponował mu stanowisko zwierzchnika serbskich instytucji prawosławnych w ramach rządowego ministerstwa oświaty. Chociaż odmówił bezpośredniej współpracy z węgierskimi instytucjami, musiał zgodzić się na objęcie kierownictwa nad cerkiewnymi strukturami na obszarze opanowanym przez powstańców, chociaż rząd węgierski ogłosił serbskiego patriarchę Józefa zdrajcą.
24 czerwca 1848 Platon zgodził się, bez akceptacji patriarchy Józefa, objąć katedrę Baczki. Stało się to początkiem konfliktu między obydwoma hierarchami, którzy trwał trzy lata. Pogodzić obydwu hierarchów bez powodzenia starał się władyka czarnogórski Piotr II Petrowić-Niegosz. W 1850 Platon wyjaśniał motywy swojej decyzji na łamach wydanej w Wiedniu pracy Analitika. Rok później hierarchowie doszli do porozumienia, jego warunkiem miało być jednak spalenie wszystkich egzemplarzy Analitiki.
Biskup Platon podjął działania na rzecz odnowy eparchii, która poważnie ucierpiała podczas walk w czasie powstania węgierskiego i jego pacyfikacji. Odnowił wszystkie cerkwie, które poniosły straty w 1848, jak również rezydencję biskupią i archiwum w Nowym Sadzie. Zamawiał do cerkwi nowe ikonostasy wykonywane przez najlepszych serbskich twórców tego okresu. Dbał o publikowanie podręczników do nauki religii i innych podręczników dla szkół serbskich, które miały zastąpić starsze, nieaktualne już opracowania. Ufundował cerkiew cmentarną w dzielnicy Almaškiej Nowego Sadu oraz budynek dla szkoły serbskiej, swój dom przekazał na potrzeby akademii prawniczej w Nowym Sadzie oraz drukarni. Dla ubogich uczniów szkoły nauczycielskiej w Somborze zbudował internat nazwany następnie od jego imienia Platoneum.
Autor około czterdziestu publikacji, w większości teologicznych, jak również podręczników dla serbskich szkół. Przełożył na język serbski obszerne fragmenty Starego Testamentu i krótsze części Nowego Testamentu. Był członkiem towarzystwa literatury serbskiej z Belgradu, Macierzy Serbskiej, muzeum czeskiego w Pradze oraz Towarzystwa Historii i Zabytków przy Uniwersytecie Moskiewskim.
Pochowany w Nowym Sadzie przy ufundowanej przez niego cerkwi.